# Canton de Fours
Le canton de Fours est une ancienne division administrative française située dans le département de la Nièvre et la région Bourgogne.

## Géographie
Ce canton est organisé autour de Fours et est l'un de 6 cantons de l'arrondissement de Château-Chinon (Ville). Son altitude varie de 190 m (Charrin) à 415 m (Ternant) pour une altitude moyenne de 223 m.

## Représentation

### conseillers généraux de 1833 à 2015
| Période | Période      | Identité                           | Étiquette     | Qualité |
| ------- | ------------ | ---------------------------------- | ------------- | --- |
| 1833    | 1848         | Jean-Baptiste Imbart Latour        |               | Juge de paix, maire de Fours |
| 1848    | 1852         | Rostaing de Pracomtal              |               | Propriétaire du château de Briffault à Cercy-la-Tour |
| 1852    | 1855         | Alexis Frébault                    |               | Maire de Nevers (1852-1854) |
| 1855    | 1864         | Pierre Millot                      |               | Maire de Maulaix |
| 1864    | 1871         | Charles Dumont                     |               | Maire de Beaumont-Sardolles |
| 1871    | 1874         | Hector Hanoteau                    |               | Peintre, maire de Cercy-la-Tour |
| 1874    | 1880         | Pierre Philippe Comoy              | Droite        | Propriétaire à Devay Maire de Cercy-la-Tour |
| 1880    | 1889 (décès) | Nicolas Paul Décertaine            |               | Médecin, maire de Fours |
| 1889    | 1898         | Vicomte Gaston de Pomereu d'Aligre | Droite        | Propriétaire à Fours |
| 1898    | 1904         | Jérôme Jean Loriot                 | Républicain   | Maire de Cercy-la-Tour (1876-1904), conseiller d'arrondissement                                                                                         |
| 1904    | 1910         | François Caquet                    | Républicain   | Agriculteur et journaliste Maire de Saint-Hilaire-Fontaine                                                                                              |
| 1910    | 1913         | Albert-Jules Delarras              | SFIO          | Médecin de l'Assistance Publique à Fours |
| 1913    | 1928         | Jean Locquin                       | SFIO          | Avocat Maire de Balleray (1908-1934) Président du Conseil Général (1924-1928) Député (1914-1932)                                                        |
| 1928    | 1940         | Louis Lepas                        | RG            | Vétérinaire Maire de Cercy-la-Tour (1929-1944) Nommé conseiller départemental en 1943                                                                   |
|         |              |                                    |               | |
| 1945    | 1949         | Pierre Laudet                      | PCF           | Maire de Fours |
| 1949    | 1958 (décès) | Louis Coudant                      | DVD puis UDSR | Exploitant forestier Maire de Cercy-la-Tour (1953-1958)                                                                                                 |
| 1958    | 1961         | M. Colin                           | UDSR          | Propriétaire à Nevers |
| 1961    | 1967         | Auguste Lambert                    | PCF           | Ancien maire (1944-1947), conseiller municipal de Cercy-la-Tour                                                                                         |
| 1967    | 1979 (décès) | Pierre Charleuf                    | FGDS puis PS  | Négociant - conseiller régional Maire de Cercy-la-Tour (1971-1979)                                                                                      |
| 1979    | 1985         | Maurice Durif                      | PS            | Professeur Maire de Fours |
| 1985    | 2011         | Gérard Genty                       | PS            | Professeur de collège Maire de Cercy-la-Tour (1979-2014)                                                                                                |
| 2011    | 2015         | Michel Mulot                       | PS            | Ingénieur Président de la Communauté de communes entre Loire et Morvan (2008-2011) Adjoint au Maire de Cercy-la-Tour Elu en 2015 dans le Canton de Luzy |

### Conseillers d'arrondissement (de 1833 à 1940)
Le canton de Fours appartenait à l'arrondissement de Nevers.
| Période                                  | Période      | Identité                                  | Étiquette         | Qualité |
| ---------------------------------------- | ------------ | ----------------------------------------- | ----------------- | --- |
| 1833                                     | 1839         | Samuel Joseph Frédéric Schmid (1780-1842) |                   | Propriétaire exploitant forestier, adjoint au maire de Fours                                                |
| 1839                                     | 1845         | Jean Marie Quoy                           |                   | Maire de Cercy-la-Tour                                                                                      |
| 1845                                     | 1861         | Joseph Louis Anceau (1807-1889)           |                   | Propriétaire à Cercy-la-Tour                                                                                |
|                                          |              |                                           |                   | |
|                                          | 1885 (décès) | Auguste Simon (1810-1885)                 |                   | Expert en drainage, propriétaire à Fours                                                                    |
| 1886                                     | 1898         | Jérôme Jean Loriot                        | Républicain       | Maire de Cercy-la-Tour                                                                                      |
| 1898                                     | 1901         | François Buisson (1833-1910)              | Radical           | Négociant à Fours                                                                                           |
| 1901                                     | 1919         | Ferdinand Suchet                          | Radical           | Pharmacien, maire de Fours                                                                                  |
| 1919                                     | 1931         | Charles Jault                             | Radical puis SFIO | Négociant en vins, maire de Cercy-la-Tour (1912-1929)                                                       |
| 1931                                     | 1940         | Henri Macheras                            | Radical           | Médecin, maire de Fours                                                                                     |
| 1940                                     |              |                                           |                   | Les conseils d'arrondissement ont été suspendus par la loi du 12 octobre 1940 et n'ont jamais été réactivés |
| Les données manquantes sont à compléter. |              |                                           |                   | |

## Composition
Le canton de Fours groupait 10 communes et comptait 4 700 habitants (population municipale de 2006).
| Communes               | Population (2012) | Code postal | Code Insee |
| ---------------------- | ----------------- | ----------- | ---------- |
| Cercy-la-Tour          | 2 074             | 58340       | 58046      |
| Charrin                | 639               | 58300       | 58060      |
| Fours                  | 761               | 58250       | 58118      |
| Montambert             | 134               | 58250       | 58172      |
| La Nocle-Maulaix       | 294               | 58250       | 58195      |
| Saint-Gratien-Savigny  | 123               | 58340       | 58243      |
| Saint-Hilaire-Fontaine | 191               | 58300       | 58245      |
| Saint-Seine            | 216               | 58250       | 58268      |
| Ternant                | 206               | 58250       | 58289      |
| Thaix                  | 62                | 58250       | 58290      |

## Démographie
| 1962  | 1968  | 1975  | 1982  | 1990  | 1999  | 2006  | 2007  | 2009 |
| ----- | ----- | ----- | ----- | ----- | ----- | ----- | ----- | ---- |
| 5 538 | 5 757 | 5 714 | 5 532 | 5 078 | 4 795 | 4 700 | 4 686 | -    |

Histogramme de l'évolution démographique depuis 1962 :